# Алексеевский (Новосибирская область)
Алексе́евский — посёлок в Искитимском районе Новосибирской области. Входит в состав Преображенского сельсовета.

## География
Площадь посёлка — 26 гектаров.

## Население
| 2002 | 2007 | 2010 |
| ---- | ---- | ---- |
| 246  | ↘236 | ↘174 |

## Инфраструктура
В посёлке по данным на 2007 год функционируют 1 учреждение здравоохранения и 1 учреждение образования.